# Sosorbaram Lkhagvasuren
Sosorbaram Lkhagvasuren (20 marzo 2001) è una judoka mongola.

## Palmares
- Campionati asiatico-pacifici di judo

Fujairah 2019: argento nei 52 kg.
- Campionati asiatici cadetti

Kochi 2016: oro nei 52 kg;
Bishkek 2017: bronzo nei 52 kg;
Bishkek 2018: bronzo nei 52 kg.